# چیادور
چیادور (به پرتغالی: Chiador) یک منطقهٔ مسکونی در برزیل است که در میناز ژرایس واقع شده‌است. چیادور ۲٬۶۷۱ نفر جمعیت دارد.